# بنك الاستثمار الفلسطيني
بنك الاستثمار الفلسطيني (بالإنجليزية: Palestine Investment Bank)‏ هي شركة مساهمة عامة فلسطينية مُسجلة في عام 1994 برأس مال قدره نحو 20 مليون دولار، وافتتح أول فرع له في عام 1995. تنتشر فروع البنك ومكاتبه في محافظات الضفة الغربية وله مكتب في مدينة غزة ومكتب في المنامة بالبحرين اُفتتح عام 2016، ووصل عددها إلى 22. بلغ رأس مال البنك وفق تقريره السنوي لعام 2019 نحو 78 مليون دولار. يُرمز للبنك في بورصة فلسطين بـ PIBC.

## التاريخ
سُجلت شركة بنك الاستثمار الفلسطيني في سجل الشركات في 10 أغسطس 1994 برأس مال مدفوع قدره 20 مليون دولار، وافتتحت أول فرع لها في 26 مارس 1995. يُعد البنك أول بنك فلسطيني ينشئ فرعًا له خارج فلسطين.

## وصلات خارجية
- الموقع الرسمي